# Thạnh Thới An
Thạnh Thới An là một xã thuộc thành phố Cần Thơ, Việt Nam.

## Địa lý
Xã Thạnh Thới An có vị trí địa lý:
- Phía đông giáp xã Liêu Tú và xã Tài Văn
- Phía tây giáp xã Ngọc Tố
- Phía nam giáp phường Khánh Hòa
- Phía bắc giáp phường Mỹ Xuyên.

Xã Thạnh Thới An có diện tích 87,15 km², dân số năm 2024 là 29.019 người, mật độ dân số đạt 332 người/km².

## Lịch sử
Ngày 20 tháng 9 năm 1975, Bộ Chính trị ban hành Nghị quyết số 245-NQ/TW về việc hợp nhất tỉnh Cần Thơ (ngoại trừ huyện Thốt Nốt), tỉnh Sóc Trăng, tỉnh Trà Vinh, tỉnh Vĩnh Long thành một tỉnh, tên gọi tỉnh mới cùng với nơi đặt tỉnh lỵ sẽ do địa phương đề nghị lên.
Ngày 20 tháng 12 năm 1975, Bộ Chính trị ban hành Nghị quyết số 19/NQ về việc hợp nhất tỉnh Cần Thơ (bao gồm cả huyện Thốt Nốt của tỉnh Long Xuyên), tỉnh Sóc Trăng thành một tỉnh mới, tên gọi tỉnh mới cùng với nơi đặt tỉnh lỵ sẽ do địa phương đề nghị lên.
Ngày 24 tháng 2 năm 1976, Chính phủ Cách mạng lâm thời Cộng hòa miền Nam Việt Nam ban hành Nghị định số 3/NQ/1976 về việc hợp nhất tỉnh Cần Thơ, tỉnh Sóc Trăng và thành phố Cần Thơ thành một tỉnh mới, lấy tên là tỉnh Hậu Giang.
Ngày 7 tháng 7 năm 1982, Hội đồng Bộ trưởng ban hành Quyết định số 111-HĐBT về việc chia xã Thạnh Thới An thuộc huyện Mỹ Xuyên thành 4 xã: Thạnh Thới An, Thạnh Thới Bình, Thạnh Thới Hòa, Thạnh Thới Thuận.
Ngày 16 tháng 9 năm 1989, Hội đồng Bộ trưởng ban hành Quyết định số 128-HĐBT về việc:
- Sáp nhập xã Thạnh Thới Hòa vào xã Thạnh Thới An.
- Sáp nhập xã Thạnh Thới Bình vào xã Thạnh Thới Thuận.

Sau khi phân vạch địa giới hành chính:
- Xã Thạnh Thới An có 4.027,34 ha diện tích tự nhiên và 7.891 nhân khẩu.
- Xã Thạnh Thới Thuận có 4.070,78 ha diện tích tự nhiên và 7.249 nhân khẩu.[8]

Ngày 26 tháng 12 năm 1991, Quốc hội ban hành Nghị quyết về việc chia tỉnh Hậu Giang thành tỉnh Cần Thơ và tỉnh Sóc Trăng.
Ngày 26 tháng 11 năm 2003, Quốc hội ban hành Nghị quyết số 22/2003/QH11 về việc chia tỉnh Cần Thơ thành thành phố Cần Thơ trực thuộc trung ương và tỉnh Hậu Giang.
Ngày 23 tháng 12 năm 2009, Chính phủ ban hành Nghị quyết số 64/NQ-CP về việc:
- Thành lập huyện Trần Đề thuộc tỉnh Sóc Trăng.
- Chuyển xã Thạnh Thới An và xã Thạnh Thới Thuận thuộc huyện Mỹ Xuyên về huyện Trần Đề mới thành lập quản lý.

Tính đến ngày 31/12/2024:
- Xã Thạnh Thới An có 10 ấp: An Hòa 1, An Hòa 2, Đầy Hương 1, Đầy Hương 2, Đầy Hương 3, Hưng Thới, Tắc Bướm, Thanh Nhàn, Tiên Cường 1, Tiên Cường 2.
- Xã Thạnh Thới Thuận có 7 ấp: Thạnh An 1, Thạnh An 3, Thạnh An 4, Thạnh Nhãn 1, Thạnh Nhãn 2, Thạnh Ninh, Thạnh Phú.

Ngày 12 tháng 6 năm 2025, Quốc hội ban hành Nghị quyết số 202/2025/QH15 về việc sắp xếp đơn vị hành chính cấp tỉnh (nghị quyết có hiệu lực từ ngày 12 tháng 6 năm 2025). Theo đó, sáp nhập tỉnh Hậu Giang và tỉnh Sóc Trăng vào thành phố Cần Thơ.
Ngày 16 tháng 6 năm 2025, Ủy ban Thường vụ Quốc hội ban hành Nghị quyết số 1668/NQ-UBTVQH15 về việc sắp xếp các đơn vị hành chính cấp xã của thành phố Cần Thơ năm 2025 (nghị quyết có hiệu lực từ ngày 16 tháng 6 năm 2025). Theo đó, sáp nhập toàn bộ 35,97 km² diện tích tự nhiên, quy mô dân số là 13.049 người của xã Thạnh Thới Thuận vào toàn bộ 51,18 km² diện tích tự nhiên, quy mô dân số là 15.970 người của xã Thạnh Thới An thuộc huyện Trần Đề, tỉnh Sóc Trăng.
Xã Thạnh Thới An có 87,15 km² diện tích tự nhiên và quy mô dân số là 29.019 người.